# Bio-Musterregionen
Bio-Musterregionen oder auch Öko-Modellregionen sind vom Land geförderte Bündnisse für Ökolandbau und Bio entlang der gesamten Wertschöpfungskette. Es handelt sich dabei beispielsweise um Zusammenschlüsse von Stadt und Landkreis, mehreren Kommunen oder einzelne Landkreise. Neben dem Ziel die Bio-Produktion zu fördern, soll außerdem regionale Wertschöpfung gestärkt werden, um dadurch die Attraktivität und Zukunftsfähigkeit ländlicher Räume zu sichern. Inzwischen gibt es 13 Öko-Modellregionen in Hessen, 26 in Bayern, 5 in Nordrhein-Westfalen, acht in Niedersachsen, 14 Bio-Musterregionen in Baden-Württemberg und drei Bio-Regio-Modellregionen in Sachsen. Um staatliche Öko-Modellregion oder Bio-Musterregion zu werden und die Förderungen vom Land zu erhalten, haben die Regionen an einem Wettbewerb teilgenommen. Jede teilnehmende Region hat dafür ein Konzept eingereicht, wie sie ihre Ziele konkret umsetzen möchte.

## Aufgaben der Bio-Musterregionen
Die Bio-Musterregionen und Öko-Modellregionen sollen in ihren jeweiligen Aktionsräumen den Anteil ökologischer Produktion erhöhen. Das betrifft die Landwirtschaft, aber auch die Bereiche Verarbeitung, Vermarktung bis hin zur Gemeinschaftsverpflegung in öffentlichen Einrichtungen. Verbraucherinnen und Verbrauchern soll außerdem ein niedrigschwelliger und transparenter Zugang zu Bioprodukten aus ihrer Region ermöglicht werden. Um ihre Ziele zu erreichen, beraten die Bio-Musterregionen Akteurinnen und Akteure, initiieren Projekte, helfen bei deren Umsetzung und leisten Öffentlichkeits- und Bildungsarbeit. Weil der Fokus dabei auf kommunalen und regionalen Strukturen und Netzwerken liegt, hat jede Region ein individuelles Konzept entwickelt, das auf die Bedingungen und Besonderheiten vor Ort zugeschnitten ist.